# Lycopus europaeus
La menta de lobo (Lycopus aeropaeus) es una especie de plantas con flores, perteneciente a la familia Lamiaceae. Es nativa de Europa y todo el Hemisferio Norte donde crece en lugares húmedos y a lo largo de los ríos.

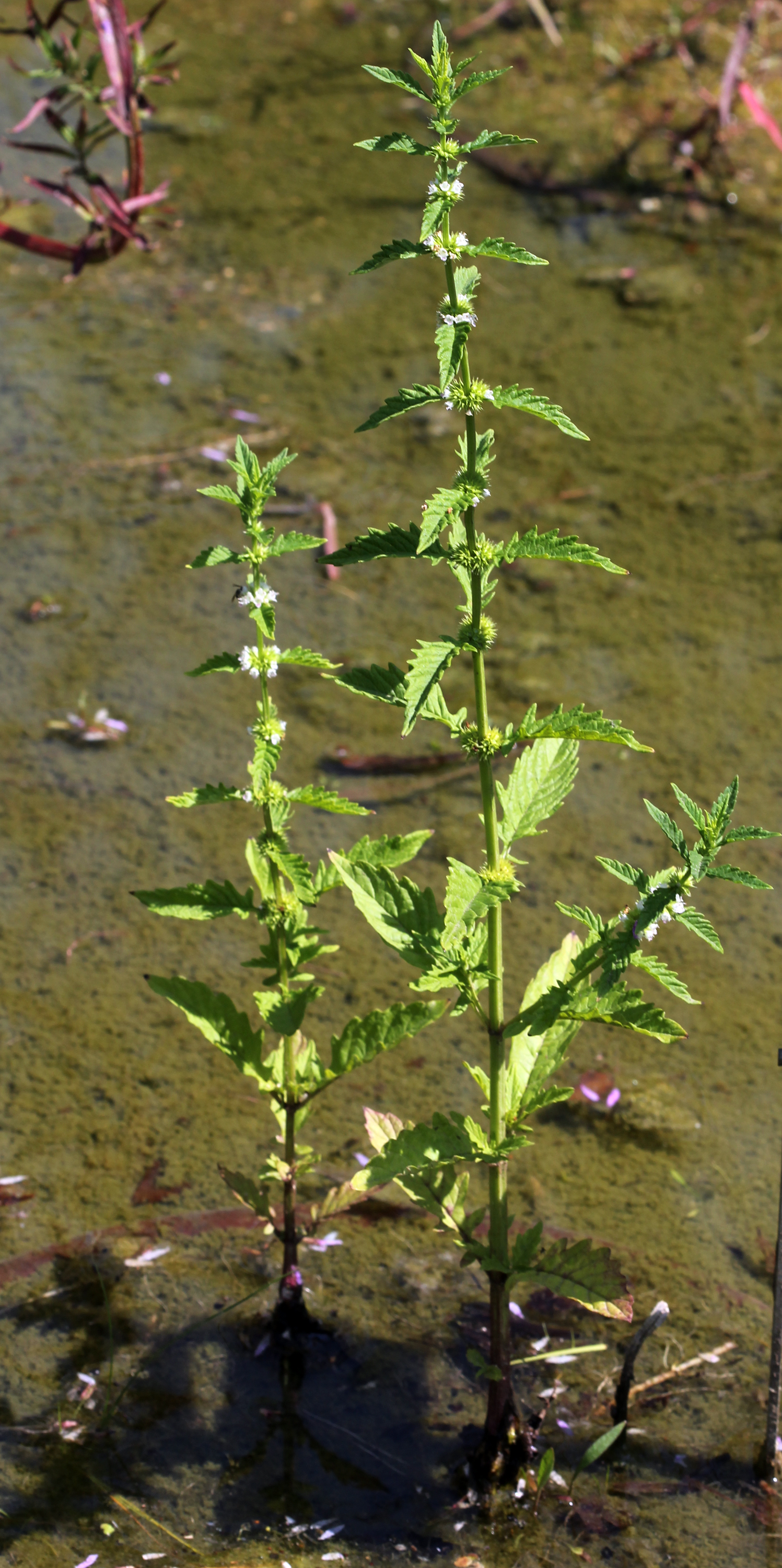
Lycopus europaeus, Prag

## Características
Es una planta herbácea erecta que alcanza los 30-90 cm de altura. Las hojas son de color verde brillante, opuestas, lanceoladas y muy dentadas, en sus axilas están situadas las flores en verticilos, estas son muy pequeñas de color blanco punteadas de púrpura, apareciendo entre julio y septiembre. El fruto es aplanado.

## Propiedades
- Tiene la facultad de disminuir la actividad del yodo en casos de hipertiroidismo.
- En homeopatía su tintura se utiliza para tratar la enfermedad de Graves-Basedow.
- Útil en el tratamiento de taquicardias y diabetes.
- Contiene un pigmento negro usado para teñir lanas y telas.[1][2][3][4]

## Taxonomía
Lycopus europaeus fue descrita por Carlos Linneo y publicado en Species Plantarum 1: 21. 1753.
Sinonimia
- Lycopus palustris Burm.f., Fl. Indica, Prodr. Fl. Cap.: 1 (1768).
- Lycopus alboroseus Gilib., Fl. Lit. Inch. 1: 71 (1782), opus utique oppr.
- Lycopus niger Gueldenst., Reis. Russland 2: 65 (1791).
- Lycopus aquaticus Moench, Methodus: 370 (1794).
- Lycopus riparius Salisb., Prodr. Stirp. Chap. Allerton: 72 (1796).
- Lycopus vulgaris Pers., Syn. Pl. 1: 24 (1805).
- Lycopus laciniatus Marz.-Penc. ex Pollini, Fl. Veron. 1: 27 (1822).
- Lycopus intermedius Sweet, Hort. Brit.: 310 (1826).
- Lycopus albus Mazziari, Ionios Antología 2: 446 (1834).
- Lycopus decrescens K.Koch, Linnaea 21: 646 (1849).
- Lycopus mollis A.Kern., Oesterr. Bot. Z. 16: 371 (1866).
- Lycopus menthifolius Mabille, Rech. Pl. Corse 1: 31 (1867).
- Lycopus solanifolius Lojac., Fl. Sicul. 2(2): 194 (1907).
- Lycopus souliei Sennen, Bol. Soc. Aragonesa Ci. Nat. 15: 250 (1916).[6]

## Nombres comunes
- Castellano: hierba de lobo, licopo europeo, lícopus, manrrubio de agua, marroyo de agua, marroyo de lobo, marrubio acuático, marrubio de agua, menta de burro, menta de lobo, pata de lobo, patilobo, pie de lobo, té americano, valeriana.[7]